# Xã Millville, Quận Clayton, Iowa
Xã Millville (tiếng Anh: Millville Township) là một xã thuộc quận Clayton, tiểu bang Iowa, Hoa Kỳ. Năm 2010, dân số của xã này là 482 người.